# Ciliopatia
Le ciliopatie sono un gruppo di malattie genetiche accomunate dall'alterazione funzionale di una struttura intracellulare chiamata ciglio primario. Tale struttura emerge sulla superficie cellulare ed è costituita da microtubuli. Nelle ciliopatie causate da una mutazione genetica, la funzionalità del ciglio primario è compromessa e questo porta a un quadro clinico che dipende, sia per varietà sia per gravità, dalla specifica mutazione genetica sottostante.

## Clinica

### Segni e sintomi
Molti segni clinici e sintomi possono essere indicativi di ciliopatia: in ordine decrescente di specificità, essi sono:
- Malformazione di Dandy-Walker (o ipoplasia del verme cerebellare)
- Agenesia del corpo calloso
- Situs inversus
- Encefalocele in sede occipitale
- Rene policistico
- Polidattilia post-assiale
- Epatopatie
- Retinite pigmentosa
- Ritardo mentale

Fenotipi talvolta associati a un quadro di ciliopatia possono essere:
- Anencefalia
- Anomalie della respirazione
- Diabete mellito
- Exencefalia
- Anomalie del movimento degli occhi
- Idrocefalo
- Ipoplasia del corpo calloso
- Ipotonia
- Infertilità
- Obesità[6]
- Polidattilia (anche pre-assiale)
- Insufficienza respiratoria
- Retinopatie
- Sordità o ipoacusia neurosensoriale
- Spina bifida

## Tipi di ciliopatia
Molteplici patologie sono annoverate nell'eterogeneo gruppo delle ciliopatie: esse possono essere a carico di rene, fegato, cervello, occhi o dita. Tra le ciliopatie più note figurano:
- Amaurosi congenita di Leber[7]
- Displasia toracica asfissiante[5]
- Malattia policistica renale autosomica dominante[5]
- Nefronoftisi[5]
- Sindrome di Alström[8]
- Sindrome di Bardet-Biedl[5]
- Sindrome di Ellis-van Creveld[7]
- Sindrome di Joubert[5]
- Sindrome di Kartagener[5]
- Sindrome di McKusick-Kaufman[7]
- Sindrome di Meckel[5]
- Sindrome oro-facio-digitale di tipo 1[8]
- Sindrome coste corte-polidattilia[7]
- Sindrome di Senior-Løken[9]
- Sindrome di Strømme